# Schiefer & Sons RS
Schiefer & Sons RS – prototypowy samolot myśliwski zaprojektowany i zbudowany przez Schiefer & Sons Aeroplane Company w 1917. Samolot został zakupiony przez United States Army, ale nie wszedł do produkcji seryjnej.

## Historia
Samolot został zaprojektowany przez współwłaścicieli Schiefer & Sons Aeroplane Company, N.B. Robbinsa i Schiefera (od inicjałów ich nazwisk wywodzi się także oznaczenie samolotu) w 1917. Był to całkowicie konwencjonalny jak na ówczesne czasy jednosilnikowy dwupłat z rozpórkami V i napędzany był budowanym licencyjnie w Stanach Zjednoczonych silnikiem Gnome Monosoupape o mocy 100 KM. W 1918 Signal Corps (ówczesna formacja United States Army odpowiedzialna za lotnictwo wojskowe) zakupiła jedyny prototyp za 11 tysięcy dolarów i został on przetestowany przez lotników wojskowych na lotnisku Rockwell Field w San Diego. Samolot został uznany za sprawny i zwrotny, ale nie był na tyle zaawansowany technicznie, aby został zamówiony do produkcji seryjnej.